# Judit Földingné Nagy
Judit Földingné Nagy (* 9. Dezember 1965 als Judit Nagy in Győr) ist eine ungarische Langstreckenläuferin, die sich auf den Marathon spezialisiert hat.
Sie besuchte das Miklós-Bercsényi-Gymnasium in Győr, an dem sie das Abitur machte, absolvierte anschließend eine Ausbildung zur Lehrerin an der Pädagogischen Hochschule in Győr und arbeitete von 1988 bis 1990 beim Polizeipräsidium des Komitats.
1990 siegte sie beim Hamburg-Marathon sowie beim Reims-Marathon und wurde Fünfte bei den Europameisterschaften in Split. 1991 folgte ein zweiter und 1992 ein dritter Platz in Hamburg. 1993 wurde sie Fünfte beim Paris-Marathon, kam bei den Weltmeisterschaften in Stuttgart auf den 15. Platz und gewann erneut in Reims. Im Jahr darauf gewann sie den Walt Disney World Marathon und wurde erneut Fünfte in Paris. 1995 verteidigte sie ihren Titel beim Walt Disney World Marathon, siegte in Paris und belegte bei den Weltmeisterschaften in Göteborg den 23. Platz.
1996 wurde sie jeweils Fünfte in Paris und beim Berlin-Marathon und belegte bei den Olympischen Spielen in Atlanta den 36. Rang. Ein Jahr später wurde sie Dritte in Paris und lief bei den Weltmeisterschaften in Athen auf Platz 22 ein. 1998 wurde sie Fünfte in Paris, kam bei den Europameisterschaften in Budapest auf den 14. Platz und wurde Zweite beim Venedig-Marathon.
1999 wurde sie Zweite beim Turin-Marathon und gewann den Lissabon-Marathon. Bei den Olympischen Spielen in Sydney im darauffolgenden Jahr belegte sie den 17. Platz. 2001 wurde sie Siebte in Paris und gewann den Monaco-Marathon. Im Jahr darauf folgte ein zweiter Platz beim Prag-Marathon und ein zehnter bei den Europameisterschaften in München. 2003 wurde sie Zweite beim Mont-Saint-Michel-Marathon und Vierte in Venedig und 2004 Zehnte in Paris.
Nachdem sie schon 1992 nationale Meisterin im Marathon geworden war, errang sie als Gesamtsiegerin des Budapest-Marathons fünf weitere Titel in den Jahren 1998, 2001, 2003, 2007 und 2008. Auch 2006 gewann sie dieses Rennen. Im Halbmarathon wurde sie insgesamt viermal ungarische Meisterin (1997–1999, 2002).

## Persönliche Bestzeiten
- Stundenlauf: 17.052 m, 22. Oktober 1989, Székesfehérvár (aktueller ungarischer Rekord)
- Halbmarathon: 1:11:22 h, 8. September 1996, Budapest
- Marathon: 2:28:50 h, 29. September 1996, Berlin (aktueller ungarischer Rekord)